# 류이창
류이창(중국어: 刘奕畅, 한자음: 류혁창, 1997년 10월 24일~)은 중화인민공화국의 배우이다.

## 학력
- 상하이 희극학원

## 출연작

### 드라마
- 2017년 유쿠 웹드라마 《연혈여신》 - 임대어 역
- 2018년 아이치이 웹드라마 《아화량개타》 - 펑이룬 역
- 2020년 텐센트 웹드라마 《장안소년행》 - 두구무 역
- 2020년 아이치이 웹드라마 《소주차만행》 - 조착 역
- 2020년 아이치이 웹드라마 《여의방비》 - 서평 역
- 2021년 아이치이 웹드라마 《불능연애적비밀 : 연애할 수 없는 이유》 - 이가상 역
- 2021년 동방 위성 텔레비전 동방극장 《이상지성》 - 하종용 역
- 2021년 망고 TV 웹드라마 《지첨소년》 - 초한림 역
- 2023년 유쿠 웹드라마 《공자불가구》 -  왕진일 역
- 2023년 후난위성텔레비전 금응독파극장 《첨밀적니》 - 선천 역